# Commiphora chaetocarpa
Commiphora chaetocarpa är en tvåhjärtbladig växtart som beskrevs av Jan Bevington Gillett. Commiphora chaetocarpa ingår i släktet Commiphora och familjen Burseraceae. Inga underarter finns listade i Catalogue of Life.